# Sebastián Torrico
Sebastián Alberto Torrico est un footballeur argentin né le 12 février 1980 à Godoy Cruz. Il évolue actuellement à San Lorenzo.

## Carrière
- 1999-fév. 2008 : CD Godoy Cruz  Argentine
- fév. 2008-jan. 2010 : Argentinos Juniors  Argentine
- jan. 2010-avr. 2013 : CD Godoy Cruz  Argentine
- depuis 2013 : San Lorenzo  Argentine

## Palmarès
- Copa Libertadores : 2014